# Otterburn (Northumberland)
Pour les articles homonymes, voir Otterburn.
Otterburn est une paroisse civile et un village du Northumberland, en Angleterre.